# Alex Gaudino
Alex Gaudino é o nome artístico do DJ e Produtor italiano Alessandro Fortunato Gaudino, nascido na cidade de Salerno.

## Biografia
Começou sua carreira em 1993, nas gravadoras Flying Records e UMM. Em 1998, com Giacomo Maiolini - presidente da gravadora Time Records - criou o selo Rise Records, que lançou nomes como The Tamperer e Black Legend.
Em 2003, lançou dois singles como produtor, apresentando os projetos Crystal Waters e Ultra Naté. O single "Destination Unknown", apresentando a performance de Crystal Waters, recebeu grande reconhecimento, com presença em charts de mais de 30 países e presente nos cases dos DJs internacionais mais importantes, como Pete Tong e Judge Jules.
Em 2004, Gaudino esteve por trás dos projetos Supacupa e Sambatucada (ambas lançadas como Gaudino da Costa) e seu remix de "Is it ´cos I´m cool" do Mousse T. marcou como a música do verão.
Em 2006, além dos remixes de "Deep End", de Pete Tong & Chris Cox, "Horny", de Mousse T. e "You You You", de James Kakande, ele também viu o lançamento do novo single "Reaction" em mais de 20 países, incluindo Inglaterra pelo selo Ministry of Sound, e o nascimento de seu novo projeto Blue Lipstick "Head over Heels".
Em 2007, lança o sucesso "Destination Calabria". Gaudino também faz parte do trio Lil' Love.

## Discografia

### Álbuns de estúdio
| Título         | Detalhe do álbum                                                                           |
| -------------- | ------------------------------------------------------------------------------------------ |
| My Destination | - Lançamento: 6 de outubro de 2008 - Gravadora: Universal - Formatos: CD, digital download |

## Singles

### Como artista principal
| Título                                                                                        | Ano  | Posições em paradas músicais | Posições em paradas músicais | Posições em paradas músicais | Posições em paradas músicais | Posições em paradas músicais | Posições em paradas músicais | Posições em paradas músicais | Posições em paradas músicais | Posições em paradas músicais | Certificações | Álbum             |
| Título                                                                                        | Ano  | AUS                          | AUT                          | BEL                          | FRA                          | ALE                          | HOL                          | SUE                          | SUI                          | UK                           | Certificações | Álbum             |
| --------------------------------------------------------------------------------------------- | ---- | ---------------------------- | ---------------------------- | ---------------------------- | ---------------------------- | ---------------------------- | ---------------------------- | ---------------------------- | ---------------------------- | ---------------------------- | ------------- | ----------------- |
| "Destination Calabria" (featuring Crystal Waters)                                             | 2007 | 3                            | 55                           | 2                            | 6                            | 30                           | 14                           | 10                           | 50                           | 4                            | - BEA: ouro   | My Destination    |
| "Que Pasa Contigo" (featuring Sam Obernik)                                                    | 2007 | —                            | —                            | 50                           | —                            | —                            | 66                           | —                            | —                            | —                            |               | My Destination    |
| "Watch Out" (featuring Shèna)                                                                 | 2008 | —                            | —                            | 2                            | —                            | —                            | 12                           | —                            | —                            | 16                           |               | My Destination    |
| "I'm In Love (I Wanna Do It)"                                                                 | 2010 | —                            | —                            | 25                           | —                            | —                            | 46                           | —                            | —                            | 10                           |               | Non-album singles |
| "What a Feeling" (featuring Kelly Rowland)                                                    | 2011 | —                            | —                            | 32                           | —                            | 84                           | 66                           | —                            | —                            | 6                            |               | Non-album singles |
| "I Don't Wanna Dance" (featuring Taboo)                                                       | 2012 | —                            | —                            | 34                           | —                            | —                            | —                            | —                            | —                            | —                            |               | Non-album singles |
| "Playing With My Heart" (featuring JRDN)                                                      | 2013 | —                            | —                            | 52                           | —                            | —                            | —                            | —                            | —                            | —                            |               | Non-album singles |
| "—" indica que a gravação não foi incluída nas paradas ou não foi distribuída naquela região. |      |                              |                              |                              |                              |                              |                              |                              |                              |                              |               |                   |